# رودريغو إيلاي
روريغو إيلاي (بالإنجليزية: Rodrigo Ely)‏ هو لاعب كرة قدم برازيلي/إيطالي (من مواليد 3 نوفمبر 1993، اجياد-البرازيل). يلعب حالياً في نادي الدرجة الأولى الإيطالي إيه سي ميلان منذ عام 2015 بمركز قلب الدفاع، بعدما انتقل من نادي أفيلينو. حيث انضم في 2010 لفريق إيه سي ميلان بريميفيرا، واستمر حتى يونيو 2012، عندما انتقل إلى نادي ريجينا، وبعدها لنادي فاريزي. ثم لنادي نادي أفيلينو حيث لعب معهم 105 مباراة رسمية خلال ثلاثة السنوات. رجع بعدها إلى نادي إيه سي ميلان.

## روابط خارجية
- رودريغو إيلاي على موقع الاتحاد الأوربي (الإنجليزية)
- رودريغو إيلاي على موقع قاعدة بيانات كرة القدم.إي يو (الإنجليزية)
- رودريغو إيلاي على موقع Soccerway.com (الإنجليزية)
- رودريغو إيلاي على موقع عالم كرة القدم.نت (الإنجليزية)
- رودريغو إيلاي على موقع AS.com (الإسبانية)